# جفناء (الدوادمي)
جفناء، هي قرية من فئة (ب) تقع في محافظة الدوادمي، والتابعة لمنطقة الرياض في السعودية. وتبعد جفناء عن محافظة الدوادمي بمسافة تقارب () كم.